# Larry Clarke
Larry Clarke (ur. 8 lutego 1964 w Baltimore, Maryland) − amerykański aktor.

## Filmografia
- 2007:  In My Sleep jako Oficer Knachez
- 2007:  Zagubieni (Lost) jako Gość
- 2007:  Untitled: A Love Story jako Barry
- 2006:  Chirurdzy (Grey's Anatomy) jako Paul
- 2006:  Krok od domu (Close to Home) jako Brian Ford
- 2005:  Agenci NCIS (Navy NCIS: Naval Criminal Investigative Service) jako Director
- 2005:  Detektyw Monk (Monk) jako Rudy Schich
- 2005:  Dr House (House M.D.) jako Oficer Gilmar
- 2005:  Dowody zbrodni (Cold Case) jako Ojciec Pata McGuire
- 2004:  CSI: Kryminalne zagadki Nowego Jorku (CSI: NY) jako Ojciec Tima Murphy'ego
- 2004:  Orły z Bostonu (Boston Legal) jako Bill Morgan
- 2002-2004:  Tak, kochanie (Yes, Dear) jako Artie
- 2004:  Zwariowany świat Malcolma (Malcolm in the Middle) jako Don
- 2003:  Buffy: Postrach wampirów (Buffy the Vampire Slayer) jako Monk
- 2002-2003:  CSI: Kryminalne zagadki Las Vegas (CSI: Las Vegas) jako Detektyw Sulik
- 2002:  Winning Girls Through Psychic Mind Control jako Bob
- 2002:  ER jako Male Lawyer
- 2001:  Rodzina Soprano (The Sopranos) jako Gliniarz
- 2000:  Brygada ratunkowa (Third Watch) jako Gliniarz
- 2000:  Książę z Central Parku (Prince of Central Park) jako Gliniarz
- 2000:  Człowiek firmy (Company Man) jako Fred Quimp
- 1997-2000:  Prawo i porządek (Law & Order) jako Det. Morris LaMotte
- 1997:  In & Out jako Kuzyn Ernie